# Złóbcoki

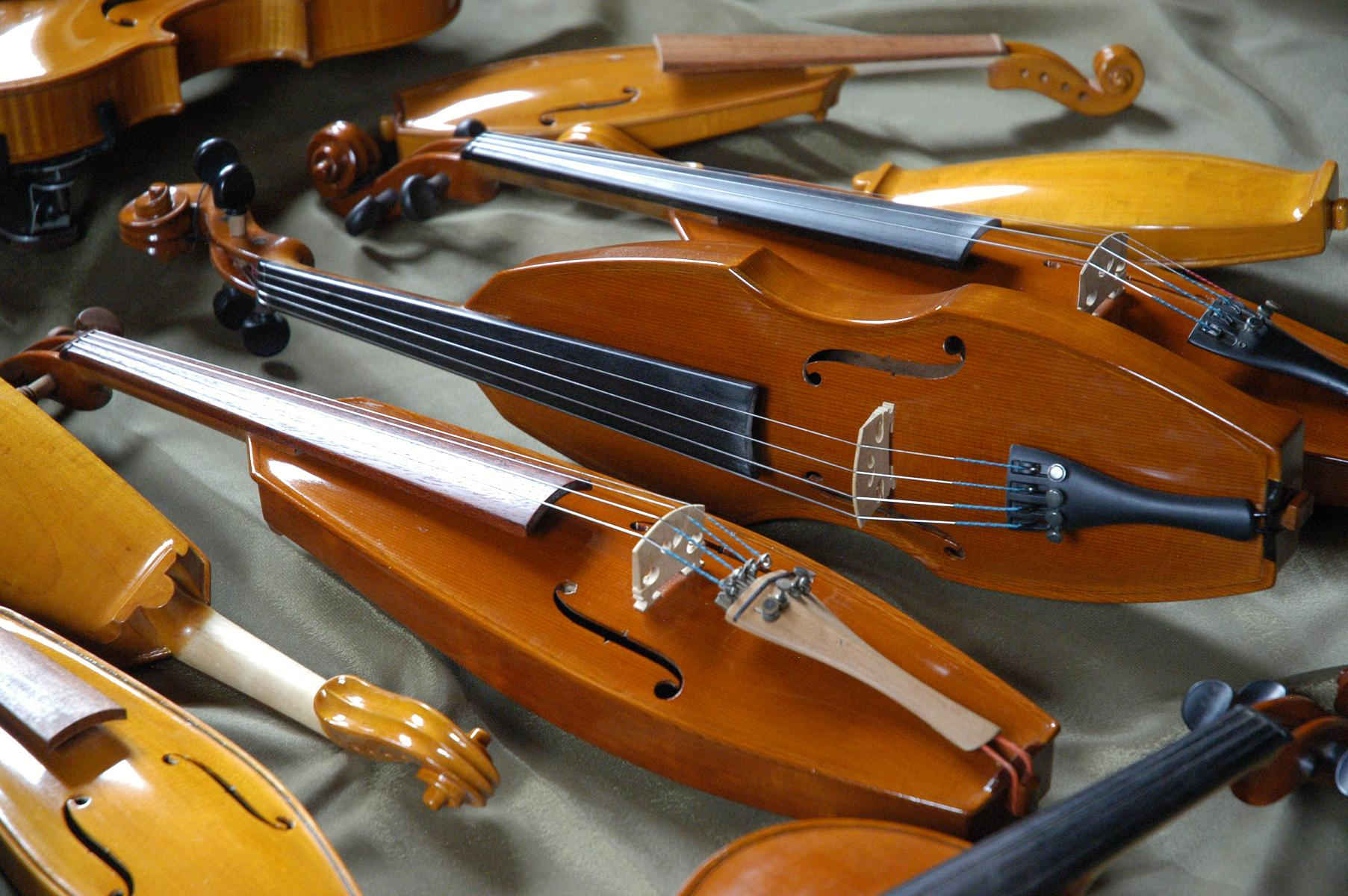
Współczesne złóbcoki z warsztatu Mariana Styrczuli-Maśniaka, fot. 2009 r.

Złóbcoki – polski ludowy instrument muzyczny z grupy chordofonów smyczkowych, będący odmianą gęśli. Charakterystyczne dla Podhala, występowały do XIX wieku. Nazwa złóbcoki nawiązuje do żłobienia instrumentu z jednego klocka drewna, inni wywodzą ją od łób, czyli kołyski. 

## Budowa

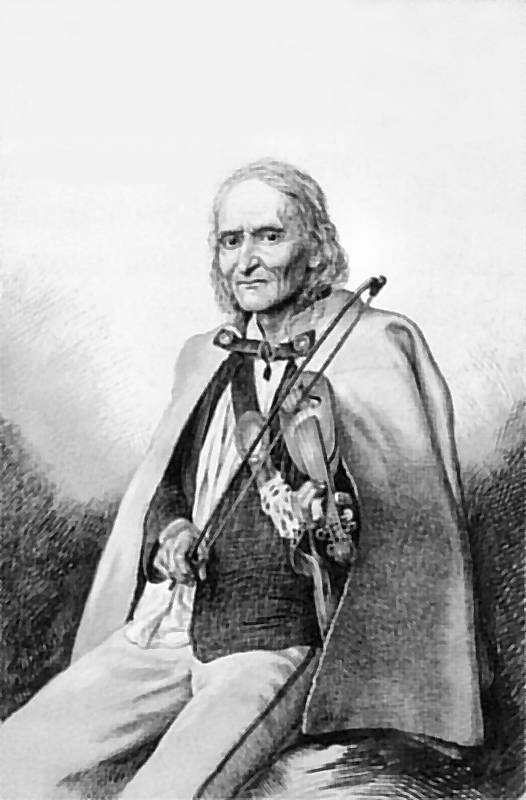
Sabała grający na złóbcokach - aut. Walery Eljasz-Radzikowski

Miały wypukły, podłużny i wąski korpus rezonansowy rzeźbiony wraz z szyjką z jednego klocka. W odróżnieniu od skrzypiec (po góralsku – gęśle) nie posiadały guzika przytrzymującego naciąg strun i nie miały wyodrębnionych ścianek. Posiadały 3 (później 4) struny.

## Technika gry
Grano na nich smyczkiem o łukowatym kształcie. Strojone były tak jak skrzypce, wydawały dźwięk cichy, ostry i przejmujący, co wynikało z techniki wykonania. Grano przeważnie na dwóch. Tytus Chałubiński, wspominając muzykę Jana Krzeptowskiego zwanego Sabałą, napisał: Mimo największej biegłości grajka, niepodobna tu uniknąć nieraz skrzypienia lub dojmującego pisku. Współcześni muzycy góralscy najczęściej zastępują złóbcoki skrzypcami. Podobnym instrumentem ludowym z rejonu Wielkopolski są mazanki.